# The Duff
The Duff (El último baile en España y La Duff En Hispanoamérica) es una película de comedia adolescente estadounidense protagonizada por Mae Whitman, Robbie Amell, Bella Thorne y Bianca A. Santos de la CBS. Es dirigida por Ari Sandel, y está basada en la novela juvenil homónima de Kody Keplinger.
Se estrenó en Estados Unidos el 20 de febrero de 2015 y en España en 2016.

## Argumento
Bianca está disfrutando de su último año de escuela secundaria en los suburbios de Atlanta con sus dos mejores amigas, Jess y Casey, quienes son muy populares y atractivas; también es vecina y antigua amiga de la infancia de Wesley, estrella del equipo de fútbol de la escuela y tiene un enamoramiento por Toby Tucker, un muchacho con pretensiones de artista.
Cuando de mala gana asiste a una fiesta organizada por Madison, la chica más popular y pretenciosa además de ser novia de Wesley. La fiesta resulta ser un desastre para ella, ya que allí Wesley revela sin pensar que ella es la DUFF (Designated Ugly Fat Friend; Amiga fea y gorda designada) de su grupo de amigos. El DUFF en realidad no tiene que ser feo o gordo, explica, es solo la persona en un grupo social que es menos atractiva y que es usada por sus amigas para lucir aun mejor; también es aquella que la gente explota para llegar a la gente popular. 
Bianca se siente  insultada y devastada, pero pronto se da cuenta de que Wesley tiene razón. Los estudiantes de su escuela secundaria solo la ven como una manera de llegar a Jess y Casey y molesta con ellas por haberla usado todo ese tiempo las elimina de las redes sociales y en persona. Posteriormente oye al profesor de ciencia, el Sr. Fillmore, decir a Wesley que a menos que pase el examen estará fuera del equipo de fútbol, lo que podría costarle su beca deportiva. Desesperada por cambiar su posición social e ir a una cita con Toby, Bianca llega a un acuerdo con Wesley, ella le ayudará a pasar ciencias si él le aconseja cómo dejar de ser una DUFF. 
Tras salir del colegio ambos pasan un tiempo divertido en un centro comercial, haciéndole un cambio de imagen mediante la compra de ropa nueva. Esto se empeora cuando una amiga de Madison filma a Bianca jugando con su nueva ropa y fingiendo que un maniquí es Toby. Crean un video ridiculizando a Bianca y publicándolo en línea, llevando a toda la escuela a burlarse de ella. También queda claro que Madison se siente posesiva de Wesley, su novio de nuevo y de nuevo, y está celosa de la relación de Bianca con él. Wesley le dice a Bianca que no deje que el video la destruya. En lugar, él sugiere que lo olvide.
Cuando Bianca ve a Toby en la escuela le pide tener una cita y para su sorpresa él acepta. Cuando Wesley se frustra por la constante discusión entre sus padres, Bianca lo lleva a su lugar favorito en el bosque, su "roca de pensar", para ayudarle a lidiar con un posible divorcio. Se besan, pero bromean al respecto y fingen que no significa nada. En la cita de Bianca y Toby en su casa, ella se encuentra pensando en Wesley, pero trata de eliminarlo. En última instancia, descubre que Toby está "Duffeandola" para pasar tiempo con ella con el fin de conectar con Jess y Casey. Ella se enfrenta a Toby, finalmente ve lo superficial que es, y se queda en lágrimas. Buscando a Wesley para hablar con él sobre la cita, ella lo encuentra en la roca de pensar besando a Madison. Enojada con Toby y Wesley, se reúne con Jess y Casey y tras hablar descubre que eran amigas genuinas todo el tiempo y nunca la habían visto o usado como una DUFF por lo que se reconcilian. 
Ellas, junto con su madre Dottie, la convencen para ir al baile con ellas, en un vestido que crean juntas que incorpora elementos del guardarropa anterior de Bianca tales como sus camisas de franela. En el baile, Bianca se encuentra con Wesley y ambos se reconcilian, aprovechando ella para reconocer que está enamorada de él aunque éste explica que ha vuelto con Madison, pero esto no afecta a Bianca; cuando Madison los ve hablando amenaza a la muchacha con viralizar su video si se acerca a Wesley, pero Bianca resta importancia a sus palabras diciendo esencialmente que todos son el DUFF de alguien incluida Madison pero que deben ser fieles a sus propias identidades. 
Madison es coronada reina y Wesley es coronado rey, pero él rechaza a Madison y el título y besa a Bianca delante de la escuela entera. Al final, el artículo de Bianca para el periódico escolar sobre el baile, explicando como no es malo ser un DUFF, es un éxito entre los estudiantes y se viraliza en la red; Bianca va a asistir a la Universidad Northwestern mientras Wesley va a Ohio State. Al final, Bianca y Wesley siguen juntos.

## Elenco
- Mae Whitman como Bianca Piper.
- Robbie Amell como Wesley Rush.
- Bella Thorne como Madison Morgan.
- Bianca A. Santos como Casey.
- Allison Janney como Dottie Piper.
- Ken Jeong como Sr. Arthur
- Skyler Samuels como Jessica.
- Chris Wylde como Sr. Fillmore
- Mahaley Manning como Kara.
- Nick Eversman como Toby Tucker.
- Seth Meriwether como AJ.
- Gabriela Fraile como Ashley.
- Danielle Lyn como Tracy.
- Rebecca Weil como Caitlyn.
- Andrés Valenzuela como Toby Wathers.

## Producción
En noviembre de 2011, CBS FIlms adquirió los derechos para la novela por Kody Keplinger. El 9 de abril de 2014, Mae Whitman se unió al elenco. El 30 de abril de 2014, Bella Thorne se unió al elenco. El 12 de mayo de 2014, Ken Jeong se unió al elenco. El 22 de mayo de 2014, Skyler Samuels se unió a la película. El 27 de mayo de 2014, Robbie Amell y Bianca A. Santos se unieron al elenco. El 10 de junio de 2014, Allison Janney se unió al elenco. El rodaje empezó en junio de 2014, y terminó el 9 de julio de 2014.

## Recepción

### Recaudación
The Duff recaudó $43.5 millones, contra un presupuesto de $8.5 millones. En Norteamérica, el film abrió en el quinto en su primer fin de semana, con $10,809,149, detrás de Fifty Shades of Grey, Kingsman: The Secret Service, The SpongeBob Movie: Sponge Out of Water, y McFarland, USA.